# Coerdeplatz

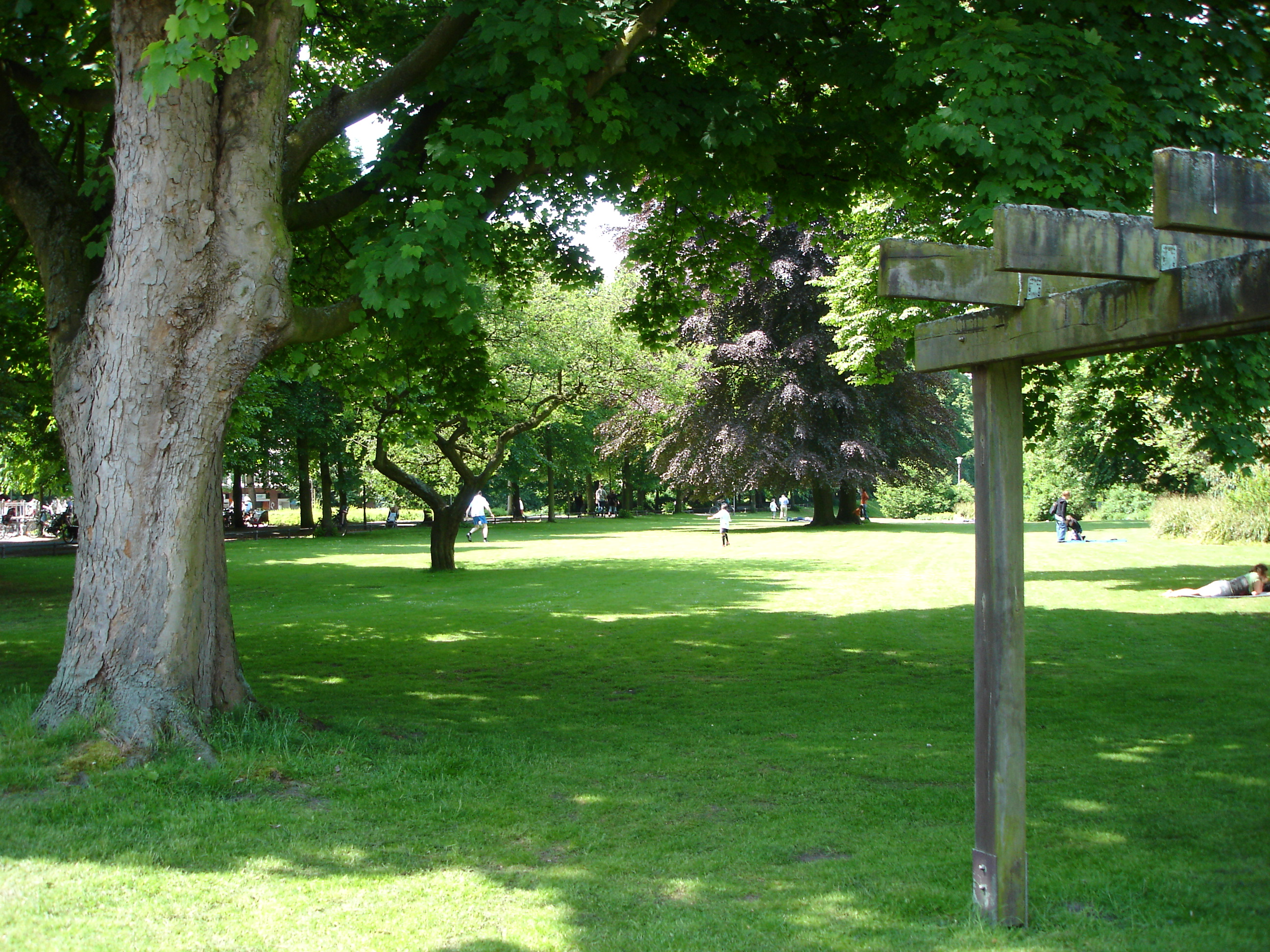
Blick über den Coerdeplatz

Der Coerdeplatz ist eine Grünanlage in der westfälischen Stadt Münster. Bereits im Kreuzviertel gelegen, befindet sich der Platz im Nordosten der Promenade unweit des Zwingers.
Ursprünglich befand sich an der Stelle des Coerdeplatzes das Neubrückentor mit vorgelagertem Rondell und seit 1633 zusätzlich eine Schanze. Im 19. Jahrhundert wurden die Festungsanlagen am Coerdeplatz geschleift, nachdem bereits um 1770 die Stadtmauer abgetragen und in eine Promenade umgewandelt wurde. Nach der Schleifung wurde der Bereich teils mit Häusern bebaut, teils in eine Grünanlage umgewandelt.
Auf dem Coerdeplatz befindet sich zudem der älteste Spielplatz der Stadt. Er wurde bereits im Jahre 1904 in einer Fachpublikation als vorbildlich erwähnt. Im August 2005 wurde dort eine Roteiche als erster kommunaler Schnullerbaum eingeweiht.
Koordinaten: 51° 58′ 5″ N, 7° 37′ 45″ O